# Kane (lutador)
Glenn Thomas Jacobs (Torrejón de Ardoz, 26 de abril de 1967) é um lutador semi-aposentado e autoridade de wrestling profissional, ator e político americano, atual prefeito do Condado de Knox, Tennessee, eleito pelo Partido Republicano.
Glenn é conhecido por sua passagem na WWE, (na época World Wrestling Federation, onde começou a trabalhar em 1995, tendo interpretado vários personagens, estreando como Kane, seu atual e mais conhecido personagem, em 1997 em uma luta entre The Undertaker e Shawn Michaels no pay-per-view  Badd Blood: In Your House.
Desde então, Jacobs acumulou 20 títulos durante sua carreira na WWE, sendo tres vezes campeão mundial, tendo ganhado o WWF Championship uma vez, o ECW Championship uma vez e o World Heavyweight Championship também uma vez (empatado como o terceiro mais longo reinado da história), fazendo-lhe a primeira pessoa a ganhar os três títulos mundiais da WWE. Ele também já ganhou duas vezes o WWE Intercontinental Championship, uma vez o WWF Hardcore Championship, e já foi onze vezes campeão de duplas; ganhando o WWE Tag Team Championship duas vezes (com Big Show e Daniel Bryan), o WCW World Tag Team Championship uma vez (com The Undertaker), e o World Tag Team Championship nove vezes, (duas vezes com Mankind, X-Pac e The Undertaker; e uma vez com The Hurricane, Rob Van Dam e Big Show. Jacobs foi o terceiro Campeão do Grand Slam na WWE. Além dos títulos, Kane já ganhou uma Money in the Bank ladder match, sendo a pessoa mais rápida a usar o contrato.

## Carreira
Jacobs entrou para o MMA em 1992, tendo aparições no Pride, da World Championship Wrestling. Como The Christmas Creature e Doomsday, apareceu na United States Wrestling Association e como Unabomb na Smoky Mountain Wrestling, onde conquistou o título de duplas com parceria de Al Snow. Também competiu no Japão em 1995.

### World Wrestling Federation (1995-2000)
Jacobs fez a sua estreia na World Wrestling Federation (WWF) como Dr. Isaac Yankem D.D.S., um dentista particular de Jerry Lawler. O seu primeiro pay-per-view foi o SummerSlam de 1995, em uma luta contra Bret Hart.
Em abril de 1996 Razor Ramon e Diesel saíram da WWF, na qual Jacobs usou a gimmick de Diesel. Ficou com ela até transformar-se em Kane.
Em outubro de 1997 Jacobs passou a ser conhecido como Kane, o qual usava uma máscara sobre sua face, alegando que havia sido vítima de um incêndio provocado por seu irmão, Undertaker, que desfigurou seu rosto. Venceu a sua primeira luta com a nova alcunha no Survivor Series, contra Mankind.
Em 1999, Kane entrou para a stable "The Corporation". Ele virou face após ser traído pela membra da stable, Chyna, e de lá expulso. Logo em seguida, Kane formou um tag team com X-Pac.
Os dois foram campeões de dupla, mas após algum tempo X-Pac traiu Kane e voltou à D-Generation X. Mais tarde, Kane derrotou X-Pac e sofreu uma lesão onde teve que recuperar-se durante um mês.
Na volta, se juntou a Undertaker para derrotar os McMahon-Helmsley. Mais tarde, sofreu um heel turn, onde atacou seu irmão, formando novamente uma feud entre os dois. Logo, Undertaker rancou a máscara de Kane, logo Kane saiu do ringue com os rosto coberto pela suas mãos e seus cabelos, e assim o combate acabou sem vencedor.

### Brothers of Destruction (2001-2002)

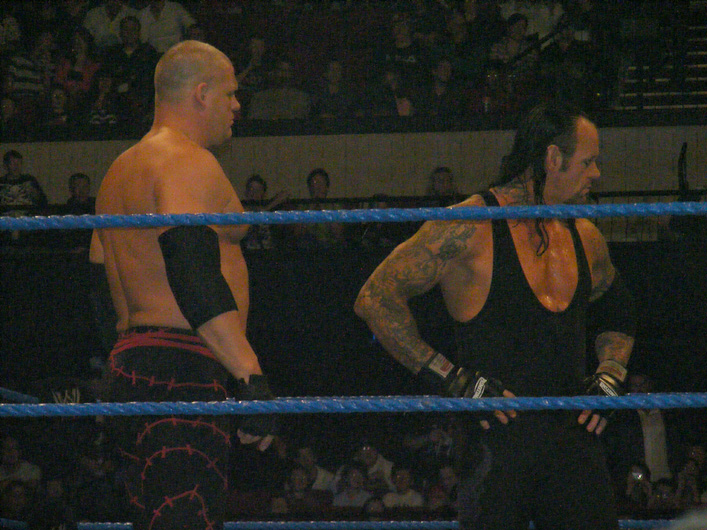
Kane e o seu parceiro e meio-irmão (kayfabe) The Undertaker.

Mais tarde, Kane se tornou face, e novamente se juntou ao seu irmão, formando assim a dupla de tag team "Brothers of Destruction". No decorrer do ano, eles tiveram feuds com Edge e  Christian, Rikishi e Haku e Two-Man Power Trip. Enquanto rivalizavam com os Two-Man Power Trip, Kane derrotou Triple H no Judgment Day de 2001, ganhando assim o Intercontinental Championship.
Mais tarde, perdeu o título para A-Train num episódio do SmackDown, devido a uma interferência de Diamond Dallas Page. Durante o evento WWF Invasion de 2001, Kane e Undertaker tiveram uma feud com Diamond Dallas Page e Chris Canyon, depois de Page começar a perseguir a mulher de Undertaker, Sara. A feud culminou no SummerSlam de 2001, quando Kane e Taker derrotaram Page e Canyon numa Steel Cage Match, resultando nestes se tornarem World Tag Team Champions.
Os Brothers of Destruction derrotaram a tag team KroniK no Unforgiven 2001, e também participaram no combate tradicional do Survivor Series pelo Team WWF. Em 2002, Kane começou uma feud com Kurt Angle, na qual ele perdeu um combate na Wrestlemania XIX. No dia 25 de Março de 2002, a WWF foi dividida em duas brands, Raw e SmackDown, onde Kane foi para o Raw.

### Perda da máscara (2002-2003)
Kane estava prestes a começar uma feud com a nWo, mas rasgou o bíceps. Retornou no mesmo ano para a agora renomeada WWE. Em Outubro de 2002 começou uma feud com Triple H, conduzindo a um combate no No Mercy 2002.

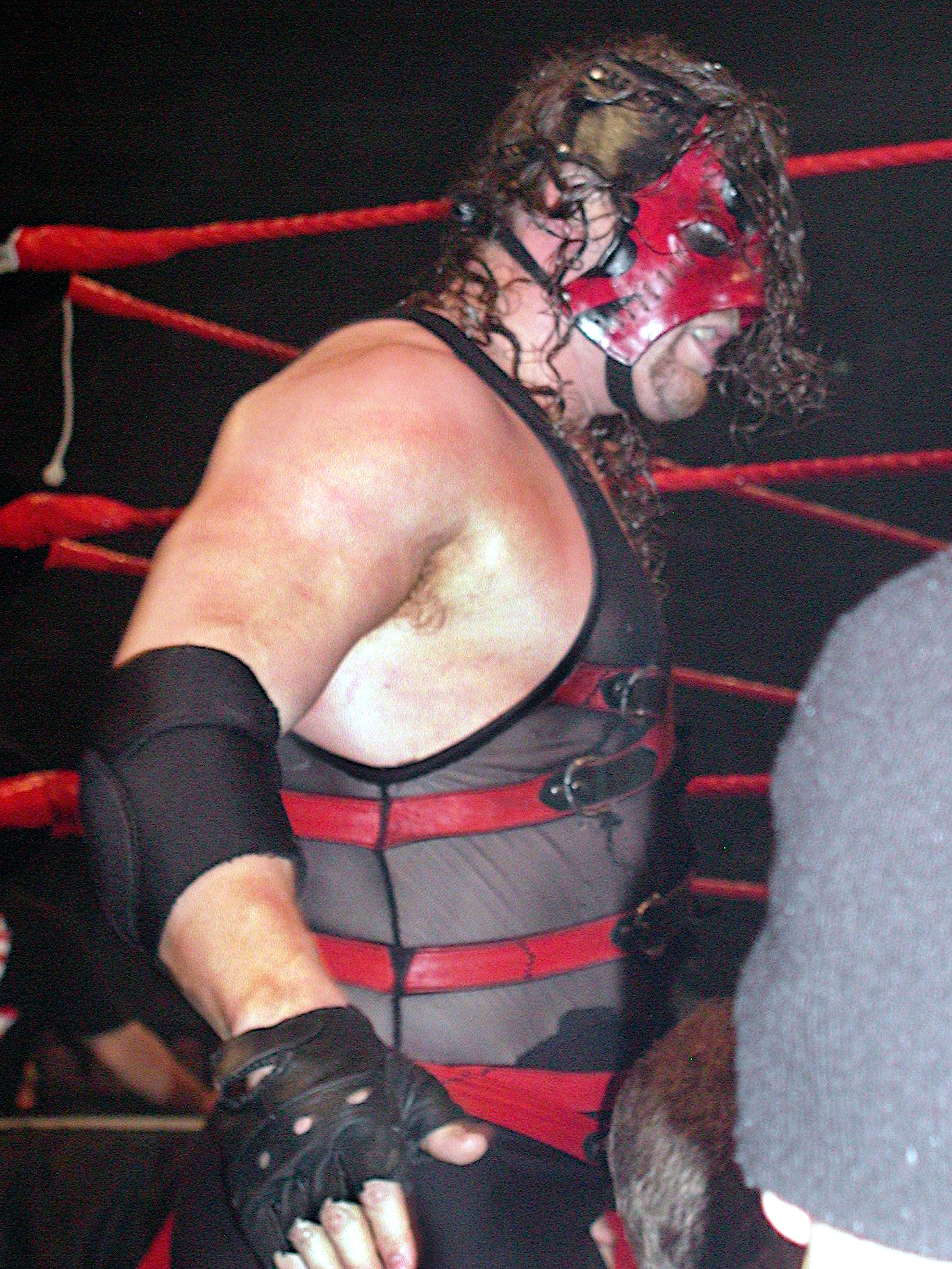
Kane com máscara (2003)

Nas semanas que se seguiram, Triple H aclamou que alguns anos antes, Kane tinha tido um relacionamento com uma tal de Katie Vick, e em seguida disse que ela tinha morrido num acidente de carro com Kane dirigindo. Também disse que Kane estuprou o seu corpo após o acontecimento. Triple H mais tarde mostrou uma filmagem de Kane a cometer o ato. No entanto, a filmagem não foi parada a tempo e viu-se Triple H (vestido de Kane) simulando o ato num manequim dentro de um caixão. Esta storyline foi muito impopular entre os fãs e foi interrompida antes do combate pelos títulos. Em uma edição do Raw, Kane perdeu um combate Mask vs. Title para Triple H, em que com a ajuda de Randy Orton, Triple H venceu, e a partir deste dia Kane passou a lutar sem a máscara. Ao ser desmascarado, o que deu a entender é que Kane tinha problemas psicológicos que faziam ele achar que tinha o rosto deformado. Nas semanas seguintes, Kane começou a se revelar muito mais agressivo, ele atacou Tommy Dreamer, Rico e Rob Van Dam no backstage, também aplicou um chokeslam em Eric Bischoff no buraco da rampa logo na entrada e ainda jogou fogo em Jim Ross durante uma entrevista. Kane começou uma feud com Rob Van Dan, Kane derrotou o mesmo no SummerSlam de 2003.  Depois disso, Kane aplicou um Tombstone Piledriver em Linda McMahon, provocando assim uma feud com Shane McMahon, Kane derrotou o mesmo no Unforgiven e no  Survivor Series de 2003. No mesmo ano Kane interrompe a luta entre Undertaker e Vince McMahon no Survivor Series  dando a vitória para Vince depois que Kane ajudou o mesmo a enterrar Undertaker e garantir a vitória de Vince McMahon.

### Storyline com Lita (2004-2005)

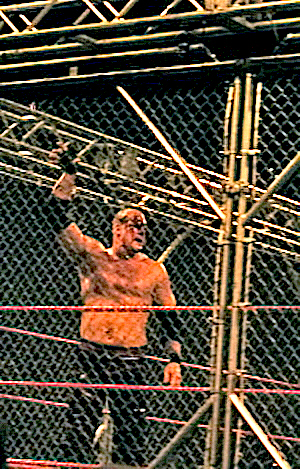
Kane com a face sangrando em uma Steel Cage

Kane pensou que Undertaker tinha morrido, mas na WrestleMania XX Kane viu Undertaker de volta como Dead Man e derrotou Kane após um Tombstone Piledriver. Depois da derrota para Undertaker, Kane se apaixonou por Lita, mas foi rejeitado. Mais tarde, Lita anunciou que estava grávida de Matt Hardy, seu então namorado. No dia 21 de junho, em um episódio do Raw, Kane afirmou que ele era o pai. O então General Manager do Raw, Eric Bischoff, deu a Kane uma revanche do Bad Blood contra Benoit. Segundo Bischoff, Benoit só poderia vencer por finalização, enquanto Kane poderia vencer por qualquer meio. Apesar de dominar boa parte da partida, Kane voltou a perder com a ajuda de Lita. Após a luta, Kane ficou com raiva e estava pronto para aplicar um Chokeslam em Lita, mas parou quando percebeu que Lita só estava fazendo isto para ele ajudar a abortar a criança.
Kane e Matt Hardy se enfrentaram em uma partida em que Lita era obrigada a se casar com o vencedor. Kane derrotou Hardy fazendo com que Lita se casasse com ele. No episódio do dia 23 de agosto do Raw, Matt Hardy interferiu na cerimônia, mas Kane aplicou um Chokeslam no mesmo. Na edição do Raw de 13 de setembro, Kane caiu acidentalmente sobre Lita em uma partida contra Gene Snitsky, o que obrigou Lita abortar o bebê.
Kane se transformou em face como resultado e começou a busca de vingança contra Snitsky por ter causado a morte de seu filho, mas acabou perdendo para ele no Taboo Tuesday de 2004 tendo sua laringe esmagada por uma cadeira de aço. Com esta "lesão" Kane conseguiu completar as gravações de seu filme, "See No Evil". Kane regressou em janeiro, derrotando Snitsky no New Years Revolution de 2005. Após a WrestleMania 21, Kane se reconciliou com Lita. Ambos começaram a perseguir a rival de Lita, Trish Stratus, e isso acabou em um combate no Blacklash entre Kane e o guarda-costas de Trish, Viscera, onde Kane saiu vencedor.
Mais tarde, Lita deixou Kane e ficou do lado de Edge, iniciando assim uma feud entre os dois. Kane conseguiu derrotar Edge no Vengeance, apesar da interferência de Snitsky. A feud só acabou quando Edge derrotou Kane num combate no episódio do Raw de 25 de julho.

### Parceria com Big Show e o Imposter Kane (2005-2006)
Kane retornou em episódios televisivos à WWE em 17 de Outubro de 2005, vencendo uma 8-Man Battle Royal. Logo após, formou uma parceria com Big Show, onde derrotaram Lance Cade e Trevor Murdoch, conquistando assim os World Tag Team Championships. Defenderam os títulos com sucesso contra Carlito e Chris Masters na WrestleMania 22, mas acabaram sendo derrotados na noite seguinte, pelo Spirit Squad.
Esta parceria com Big Show não durou muito tempo, logo, Show virou-se contra Kane, o que marcou um combate entre os dois no Backlash, terminado em Double-DQ. Teve uma rivalidade com Drew Hankinson, também conhecido por Luke Gallows em sua passagem pela WWE, que fez sua estreia como "Imposter Kane", uma paródia ao original. O "Imposter Kane" surgiu durante uma luta entre Kane e Shelton Benjamin, e após subir no ringue e encarar Kane, o atacou. A rivalidade durou até o Vengeance de 2006, com vitória de Hankinson.
Kane ausentou-se da WWE por algumas semanas para ir na Europa anunciar o seu filme, See No Evil. No seu retorno, teve uma luta contra Big Show, valendo o ECW Championship, sem sucesso.

### Retorno ao SmackDown e transferência para ECW (2006-2008)

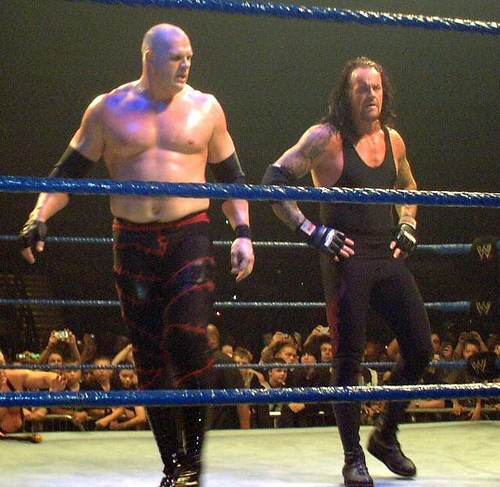
Brothers of Destruction

Em 13 de outubro de 2006, Kane retornou para o SmackDown pela primeira vez após o início da WWE Brand Extension em 2002. Em 3 de novembro, Kane reuniu-se com The Undertaker e fez reviver por uma noite os Brothers of Destruction para derrotarem MVP e Mr. Kennedy. Kane continuou a sua feud com MVP, que culminou em uma Inferno match no Armageddon do mesmo ano, na qual Kane venceu e fez com que MVP sofresse queimaduras de 1ª grau.
Na última SmackDown antes do Royal Rumble, em uma 6-Man Battle Royal valendo uma vaga no Royal Rumble 2007 Kane foi eliminado por King Booker, mas após uma interferência de Undertaker, retornou ao ringue. No Royal Rumble, foi novamente eliminado por Booker. Semanas depois, Booker foi atacado por Kane em sua casa, começando uma feud entre os dois. No No Way Out, Kane derrotou King Booker. Depois perdeu uma luta para o mesmo valendo uma vaga no Money In The Bank da WrestleMania 23, na qual houve interferência de The Great Khali, culminando em uma rivalidade entre eles.
Na WrestleMania, Kane foi derrotado por Khali. Na edição da SmackDown de 4 de maio, Kane perdeu uma luta para MVP após a interferência de William Regal e Dave Taylor. Logo, perdeu uma luta para Mark Henry no One Night Stand de 2007
Depois disso Kane entrou em uma storyline com Finlay, culminando em uma luta no SummerSlam, vencida por Kane após um Chokeslam. Em uma luta para tornar-se o #1 Contender para o World Heavyweight Championship, em posse de Great Khali, Kane e Finlay se enfrentaram, na qual o último saiu vencedor após interferência de Hornswoggle.
Kane foi votado no Cyber Sunday para enfrentar MVP em luta válida pelo United States Championship, na qual o ex-membro do Brothers of Destruction venceu por Count-Out, porém MVP reteve o título. Para encerrar o ano, Kane fez uma tag team com CM Punk, e eles enfrentaram Big Daddy V e Mark Henry, onde acabaram derrotados.
Em uma edição da ECW, Kane enfrentou Chavo Guerrero pelo ECW Championship, combate no qual Kane venceu e saiu com o recorde após derrotar Guerrero com um Chokeslam em apenas 8 segundos.

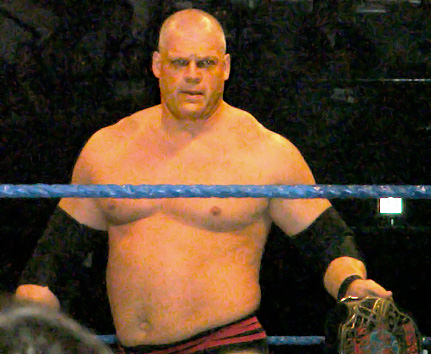
Kane como ECW Championship em 2008.

Logo após conquistar o cinturão, Kane foi anunciado como novo membro da brand ECW, saindo então do SmackDown. No Backlash de 2008, defendeu o título com sucesso contra Guerrero. Fez então novamente uma dupla com CM Punk, e eles tentaram conquistar o WWE Tag Team Championships no Judgment Day, mas falharam.
Após o Draft de 2008, Kane foi para a brand Raw, fazendo com que o ECW Championship fosse para o Raw. Com isso, Kane foi o primeiro homem a ter um mesmo título nas três brands: venceu no SmackDown, logo após foi transferido para a ECW e no Draft mudou para o Raw.
Kane perdeu o ECW Championship para Mark Henry no Night of Champions, em uma triple threat match também envolvendo Big Show. No The Great American Bash, traiu CM Punk acertando ele com um Chokeslam antes da luta.
Em um episódio do Raw, Kane trouxe junto dele uma sacola que continha uma máscara. Kane revelou que era a máscara de Rey Mysterio e espalhou para o público que seria o fim da carreira de Mysterio, mas Batista interferiu e atacou Kane.

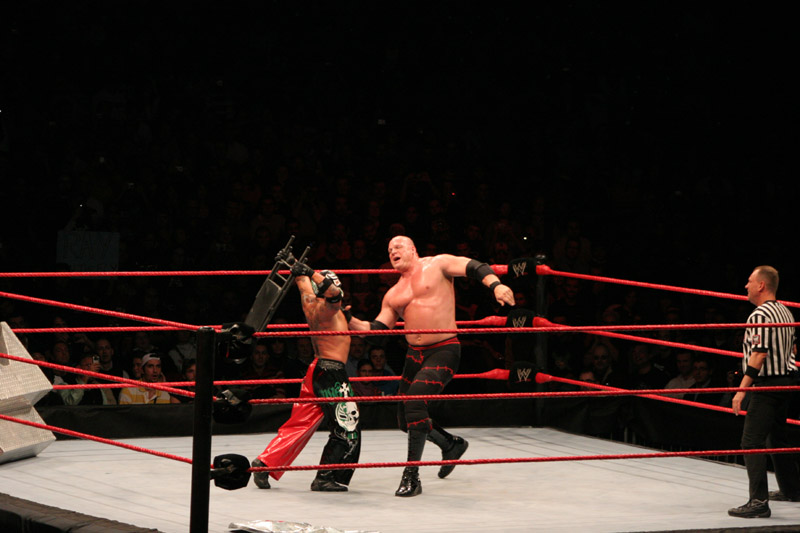
Kane em uma luta contra Rey Mysterio

Kane também participou da Championship Scramble do Unforgiven pelo World Heavyweight Championship, que terminou com vitória de Chris Jericho. No No Mercy, Kane foi derrotado por Mysterio, com a pré-estipulação de que se Mysterio perdesse teria que ser desmascarado em público.
O auge da feud entre os dois chegou no Cyber Sunday, na qual Mysterio derrotou Kane novamente em uma Falls Count Anywhere match. Também perdeu para Shawn Michaels em uma luta valendo vaga no Royal Rumble, tendo como valet Kelly Kelly.

### Transferência para o SmackDown (2009-2011)
No No Way Out 2009, Kane participou da luta Elimination Chamber valendo o World Heavyweight Championship, a qual foi vencida por Edge. Na WrestleMania XXV participou do Money in the Bank, após conseguir a vaga vencendo Rey Mysterio e Mike Knox em uma Triple Threat match no Raw do dia 2 de março.
No Draft, Kane foi transferido para o SmackDown. Kane iniciou uma feud com The Great Khali, após o mesmo interferir numa luta No DQ de Khali contra Dolph Ziggler, onde Kane atacou Khali com uma cadeira de aço, deixando a luta ganha para Ziggler. Depois disso, os dois tiveram várias lutas onde a maioria Kane saiu vencedor. No evento Breaking Point os dois lutaram numa Singapore Cane match, onde novamente Kane ganhou.
Em 2010 no Elimination Chamber, Kane perdeu para Drew McIntyre pelo Intercontinental Championship. Em compensação Kane derrotou McIntyre no SmackDown seguinte, se tornando um dos integrantes da Money in the Bank ladder match na WrestleMania XXVI.

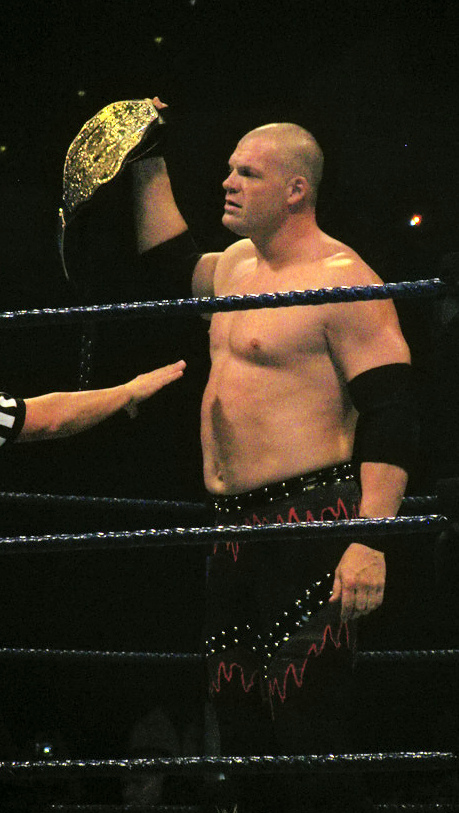
Kane como World Heavyweight Champion em julho de 2010.

Em um episódio do Smackdown, Kane anuncia que seu irmão, Undertaker, está morto Kayfabe e ataca Jack Swagger,CM Punk,Big Show e Rey Mysterio, todos que vão lutar pelo título de campeão dos pesos pesados no Pay-Per-View Fatal-4-Way, no qual Rey Mysterio saiu vencedor. Kane então ganha no Smackdown o direito de participar do Money in the Bank da Brand SmackDown}. No evento, ele vence a luta e ganha o direito de fazer o cash-in em algum título. Na mesma noite usa-o para derrotar Rey Mysterio, que tinha acabado de defendê-lo contra Jack Swagger, e vencer o World Heavyweight Championship pela primeira vez em sua carreira. Kane foi o primeiro wrestler a fazer o cash-in do Money In The Bank na noite em que ganhou a luta. Após realizar o cash-in, venceu Rey Misteryo pelo World Heavyweight Championship. No SummerSlam defendeu com sucesso o título após dar um Tombstone Piledriver em Rey Mysterio. Depois do término a luta, Kane admite ter atacado Undertaker e logo após o mesmo aparece atacando Kane que por sua vez lhe aplica um Tombstone Piledriver, fazendo Kane se tornar heel novamente.
Ele lutou contra o Undertaker no Night of Champions em uma No Hold Barred, onde venceu após aplicar um Tombstone Piledriver. No evento Hell in a Cell ganhou novamente de Undertaker pelo World Heavyweight Championship. Kane e Undertaker lutaram de novo no evento Bragging Rights em uma Buried Alive match, no qual Kane ganhou após os Nexus atacarem Undertaker. No dia 29 de outubro Edge venceu uma Triple Threat Match pelo No.1 Contender para enfrentar Kane pelo World Heavyweight Championship no Survivor Series. Na luta, Kane e Edge se pinaram juntos, o que deu em Draw, assim fazendo com que Kane continuasse com o World Heavyweight Championship. No evento TLC: Tables, Ladders & Chairs de 2010, Kane perdeu o título para Edge num combate TLC Fatal-4-Way, que também incluiu Rey Mysterio e Alberto Del Rio.
Na primeira SmackDown do ano de 2011, Kane lutou contra Edge em uma Last Man Standing, onde Edge venceu. Kane tentou mais uma luta pelo World Heavyweight Championship, mas não obteve sucesso. Participou do Royal Rumble, Sendo o número 40 (último participante) no entanto, foi rapidamente eliminado. Kane qualificou-se para a Elimination Chamber Match. Kane perdeu novamente e foi afastado definitivamente do Main Event do SmackDown. Após uma luta contra Big Show no SmackDown, Kane ataca seu ex-parceiro de dupla com uma cadeira. No mesmo instante, aparece o The Corre, stable formada por Wade Barrett, Justin Gabriel, Heath Slater e Ezekiel Jackson, que também ataca Big Show. Justin Gabriel no entanto, atacou acidentalmente Kane, o que o deixou enfurecido. Na semana seguinte, Kane e Big Show se enfrentaram novamente, mas o The Corre atacou de novo, mas Kane e Big Show foram mais fortes e conseguiram "expulsar" o The Corre. Após o acontecimento, Big Show ataca Kane com uma cadeira de aço, descontando o que este lhe fez na semana anterior. No SmackDown de 22 de abril Kane e Big Show conquistam novamente os WWE  tag team Championship. Em 25 de abril, Big Show foi transferido para o Raw. Na edição do Raw após o Over The Limit, eles perderam os títulos para os Nexus, realizando o fim da dupla. Big Show começou então uma feud com Mark Henry, e Kane fez algumas aparições no WWE Superstars, mas não tinha uma feud concreta. Algumas semanas depois, após o fim de uma Street Fight Match entre Kane e Randy Orton, Mark Henry apareceu e introduziu Kane no chamado "Hall of Pain", lesionando o mesmo e o deixando fora de ação por vários meses.

### Retorno da máscara (2011-2012)

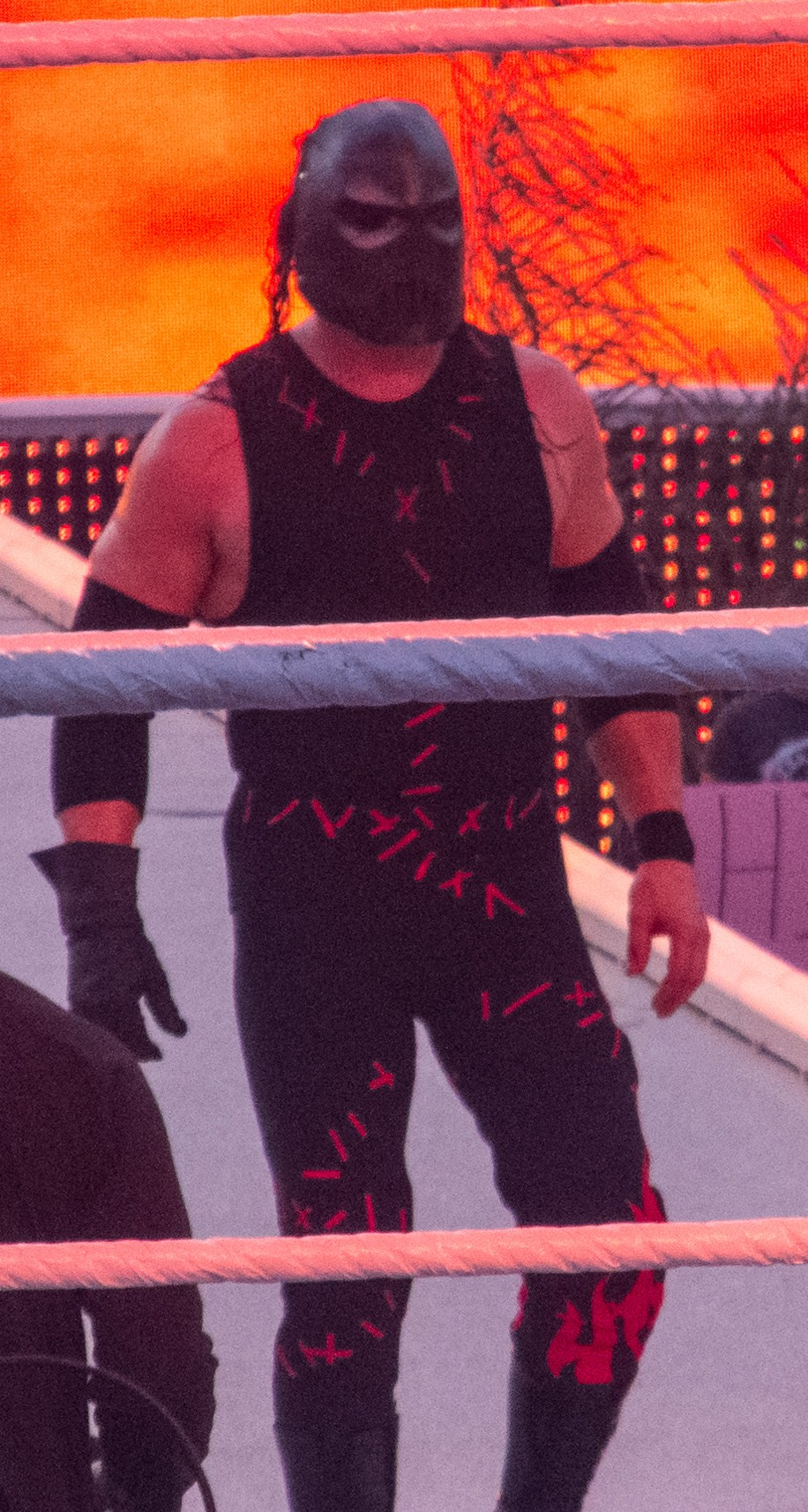
Kane durante sua entrada na WrestleMania XXVIII

Na edição especial do Raw Slammy Awards 2011, durante a luta entre John Cena e Mark Henry, após meses fora de ação, Kane retorna. Após subir ao ringue, Henry foge e Kane acaba atacando Cena. Neste momento, Kane retira a máscara de ferro que estava sob seu rosto e revela uma nova máscara. Na edição seguinte do Raw SuperShow, John Cena comentou sobre o ataque e chamou Kane para ir ao seu encontro, mas ao invés dele quem surge é Mark Henry, que mesmo lesionado diz que pode acabar com Cena ali mesmo. Neste momento Kane aparece e inicia um combate com Cena, o qual leva a pior. Após finalizar o ataque, Kane rasga a camiseta de Cena que possui a frase "Rise Above Hate". No episódio seguinte do Raw SuperShow, Kane comenta que a máscara é sua essência, o seu verdadeiro eu, mas neste momento é interrompido por John Cena, que enquanto está a caminho do ringue, uma explosão de fogos o para no palco de entrada. Kane então diz que o motivo dele o atacar é o fa(c)to de ele acreditar que o ódio é uma coisa natural do ser humano e Cena quer distorcer a verdade. Kane então diz que as últimas palavras que Cena irá ouvir neste ano são "Cena sucks!", então a plateia começa os famosos gritos "Let's go Cena! Cena sucks!".
Na semana seguinte, foi marcada uma 6-Man Tag Team Match, onde John Cena, Zack Ryder e Big Show enfrentariam Mark Henry, Jack Swagger e Kane, no entanto, Kane não apareceu, então a luta se tornou uma Handicap. Após Cena e Ryder vencerem a luta, Kane aparece e tenta levar Ryder pra baixo do ringue, mas Cena o impede. Nas semanas seguintes, Kane inicia uma perseguição a Ryder e sua namorada Eve. Ambos, Kane e Ryder, se enfrentaram em uma Falls Count Anywhere Match, onde Kane acabou lesionando as costas de Zack após aplicá-lo um Chokeslam no piso de ferro do palco de entrada.
Kane lutaria contra John Cena no pay-per-view Royal Rumble, no entanto os dois deixaram a partida de lado e foram se enfrentar no backstage. Após Kane derrubar Cena, se deparou com o camarim de Zack Ryder logo ao lado. Kane então levou Ryder, que estava em uma cadeira de rodas, até o ringue, onde o aplicou um Tombstone Piledriver. Kane então se dirigiu à Eve, mas foi interrompido por John Cena, que tentou aplicá-lo um Attitude Adjustment, mas não conseguiu levantar Kane e acabou no chão com um Chokeslam.
No Raw SuperShow seguinte, após Beth Phoenix ganhar uma luta pelo Divas Championship contra Eve, Kane apareceu, mas quando estava em direção à Eve, Cena surge e ataca o mesmo, que acaba por fugir.
Kane lutou contra John Cena em uma Ambulance Match no pay-per-view Elimination Chamber, mas acabou levando a pior. Duas semanas depois do combate, ele retornou após do término de uma Triple Threat Tag Team Match, atacando todos os envolvidos naquela luta. Na mesma semana, no Fiday Night SmackDown, durante a luta entre o então World Heavyweight Champion, Daniel Bryan, e Randy Orton, Kane interfere iniciando uma briga com Orton, o qual leva a pior após sofrer um Chockeslam. No Raw SuperShow seguinte, após Kane vencer R-Truth, Randy Orton entra e aplica um RKO no mesmo como vingança. Essa rivalidade acabou resultando em um combate na WrestleMania XXVIII, onde Kane acaba vencendo. Após semanas de provocações, os dois voltam se enfrentar no Extreme Rules, mas dessa vez Randy Orton leva a melhor, finalizando assim a "feud" entre ambos.
Em outra edição do Raw SuperShow Kane inicia uma corrida pelo WWE Championship, onde enfrenta o então campeão CM Punk, mas acaba perdendo. Na semana seguinte, Daniel Bryan se envolve, o que acaba resultando em uma Triple Threat Match no No Way Out pelo WWE Championship, onde Punk consegue reter o seu título após Kane se distrair com AJ. A tensão entre esses três aumenta após AJ começar a manipulá-los, onde acaba se tornando um fator decisivo entre partidas que os envolviam.

### Team Hell No (2012-2013)
Em 23 de julho no milésimo episódio do Raw, Daniel Bryan se casaria com AJ, porém ela acabou abandonando Bryan no altar, sendo anunciada como a nova General Manager do show. Após vários ataques de raiva de Daniel, AJ acaba o colocando em um combate contra Kane no SummerSlam, onde Bryan leva a vitória, esquentando ainda mais a rivalidade entre os dois. No entanto, após contínuas demonstrações de raiva, Kane e Bryan são submetidos à aulas de controle de raiva, onde como parte do tratamento ambos são forçados a se abraçar no ringue e consequentemente começam a atuar como um time. Depois de se tornarem desafiantes ao título de duplas, Kane e Daniel Bryan acabam derrotando Kofi Kingston e R-Truth no Night of Champions, tornando-se assim os novos campeões.
Foi anunciado em um episódio do Raw, após uma votação, o nome da Tag Team de Kane e Bryan: Team Hell No. Após iniciarem uma rivalidade com a equipe formada por Cody Rhodes e Damien Sandow, Team Rhodes Scholars, foi anunciado um torneio formado por 8 duplas, onde os vencedores enfrentariam o Team Hell No no Hell in a Cell pelos títulos de duplas, e como já era de se esperar, a equipe vencedora do torneio foi o Team Rhodes Scholars.
No Hell in a Cell, a dupla perdeu a luta para o Team Rhodes Scholars por desclassificação, mas não perdendo os títulos. Eles foram anunciados como participantes do Time de Mick Foley no Survivor Series contra o Time de Dolph Ziggler. No evento, Kane foi eliminado por Ziggler, após uma distração de Bryan e Bryan foi eliminado por Alberto Del Rio.
No Raw de 26 de novembro, após Kane ser derrotado por CM Punk, os membros da The Shield (composto por Seth Rollins, Roman Reigns e Dean Ambrose) atacaram Kane. Daniel Bryan e Ryback tentaram o salvar mas também foram atacados. No dia 4 de dezembro, após uma cirurgia feita por Punk e o impossibilitando de lutar no TLC: Tables, Ladders & Chairs, Mr. McMahon marcou uma Luta Tables, Ladders, and Chairs entre Kane, Daniel Bryan e Ryback contra a The Shield no pay-per-view. No TLC foram derrotados.
No Royal Rumble enfrentaram Rhodes Schorlars e ganharam para manter o titulo, depois participaram da luta Royal Rumble de 30 homens Daniel Bryan eliminou Kane e logo após Kane eliminou Daniel Bryan.
Kane e Daniel Bryan ganhanharam vagas para competir contra Jack Swagger, Jericho, Mark Henry e Randy Orton, no Elimination Chamber 2013. Quem ganhasse enfrentaria o campeão Peso-Pesado na Wrestlemania 29. Sendo eliminados na luta que no final foi vencida por Jack Swagger, Kane e Daniel Bryan perderam seus titulo no Extreme Rules para o The Shield. Como resultado, Daniel Bryan se tornou mais agressivo, e Kane se separou de Bryan.

### Diretor de Operações (2013-2015)
Em 8/07/13 a Wyatt Family estreou interferindo a luta de Kane contra Christian, Kane venceu a luta após um chokeslam, depois da luta a Wyatt Family atou Kane jogando o mesmo na escada, Kane se machucou e não pode participar do Money The Bank, nas semanas seguintes a Wyatt Family e Kane provocavam um a outro, culminando em uma batalha no SummerSlam (Ringue de Fogo) onde a Wyatt Family venceu a luta, depois da luta os membros da Wyatt Family levaram o corpo de Kane para a escuridão, Kane ficou afastado mais ou menos por três meses, Kane retornou, interferindo um luta entre The Miz e a Wyatt Family atacando os mesmos e depois aplicou um chokeslam em The Miz, na semana seguinte Kane enfrentou The Miz onde acaba vencendo com um chokeslam, depois da luta Kane chama Stephanie McMahon, onde tira a sua máscara mais uma vez na sua carreira, Stephanie e Triple H deram a Kane o cargo de Diretor de Operações da WWE, onde então usa terno e gravata na semana seguinte, após Kane interfere uma luta entre Big Show e Randy Orton, Kane vira aliados da presidencia da WWE (Triple H e Stephanie McMahon).
No Royal Rumble de 2014 Kane é eliminado por Cm Punk, logo depois Kane volta e elimina o mesmo, depois atacou Cm Punk aplicando um chokeslam em cima da mesa. O Royal Rumble de 2014 foi vencida por Batista após o mesmo eliminar Roman Reigns.
No Royal Rumble de 2015,  Kane é eliminado por Roman Reings, logo depois Kane junto com Big Show volta e ataca-lhe , depois aparece The Rock ajudando Roman Reings.

## Em outras mídias
O escritor Michael Chiappetta detalhou seu personagem em um livro lançado em 2005 chamado "Journey Into Darkness".
Jacobs estreou como ator sendo o protagonista do filme See No Evil (Noite de Terror em português), onde ele é um psicopata chamado "Jacob Goodnight". O filme foi produzido pela WWE Studios e lançado em 19 de maio de 2006.
Jacobs participou de um episódio da edição do "The Weakest Link", na qual ele saiu e vencedor e doou o dinheiro ali conquistado para sua instituição de caridade, St. Jude Children's Research Hospital. Também fez participação especial em um episódio da série Smallville juntamente com a ex-WWE Diva Ashley Massaro.

## No Wrestling
- Movimentos de finalização
  - Como Kane
    - Chokeslam - 1997–presente

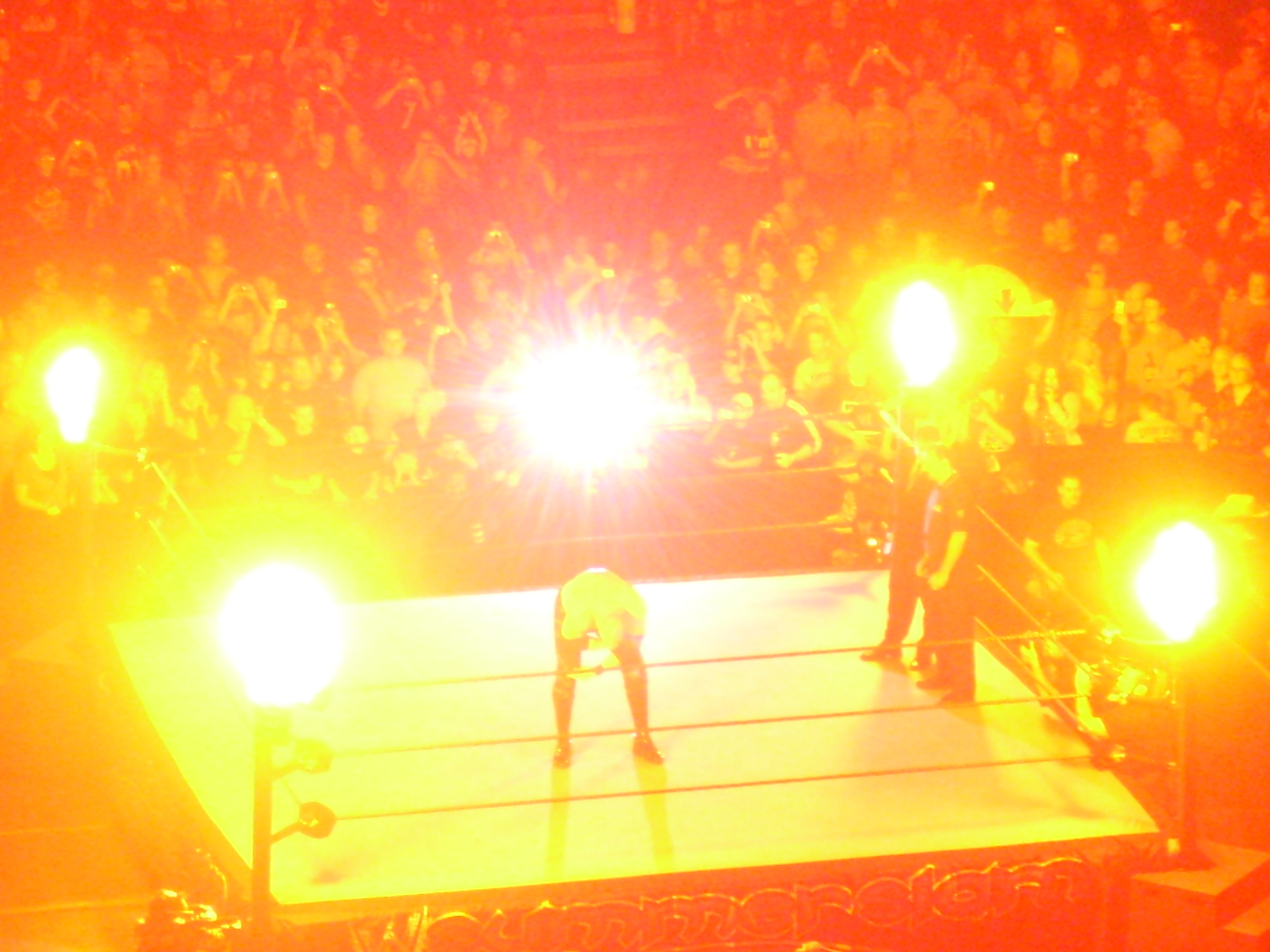
Kane fazendo sua tradicional entrada

    - Tombstone Piledriver - 1997-presente
    - Falling Powerbomb - 2001

  - Como Isaac Yankem
    - DDS–1995-1996

  - Como Fake Diesel
    - Jacknife–adotado de Diesel–1996-1997
- Movimentos secundários
  - Back Body Drop
  - Backbreaker
  - Big Boot[1]
  - Kane aplicando um Flying ClotheslineCorner Clothesline
  - Flying Clothesline[1]
  - Military Press Drop
  - Variações de Powerslam:
    - Running Powerslam
    - Scoop Powerslam
    - Sidewalk Slam[1]

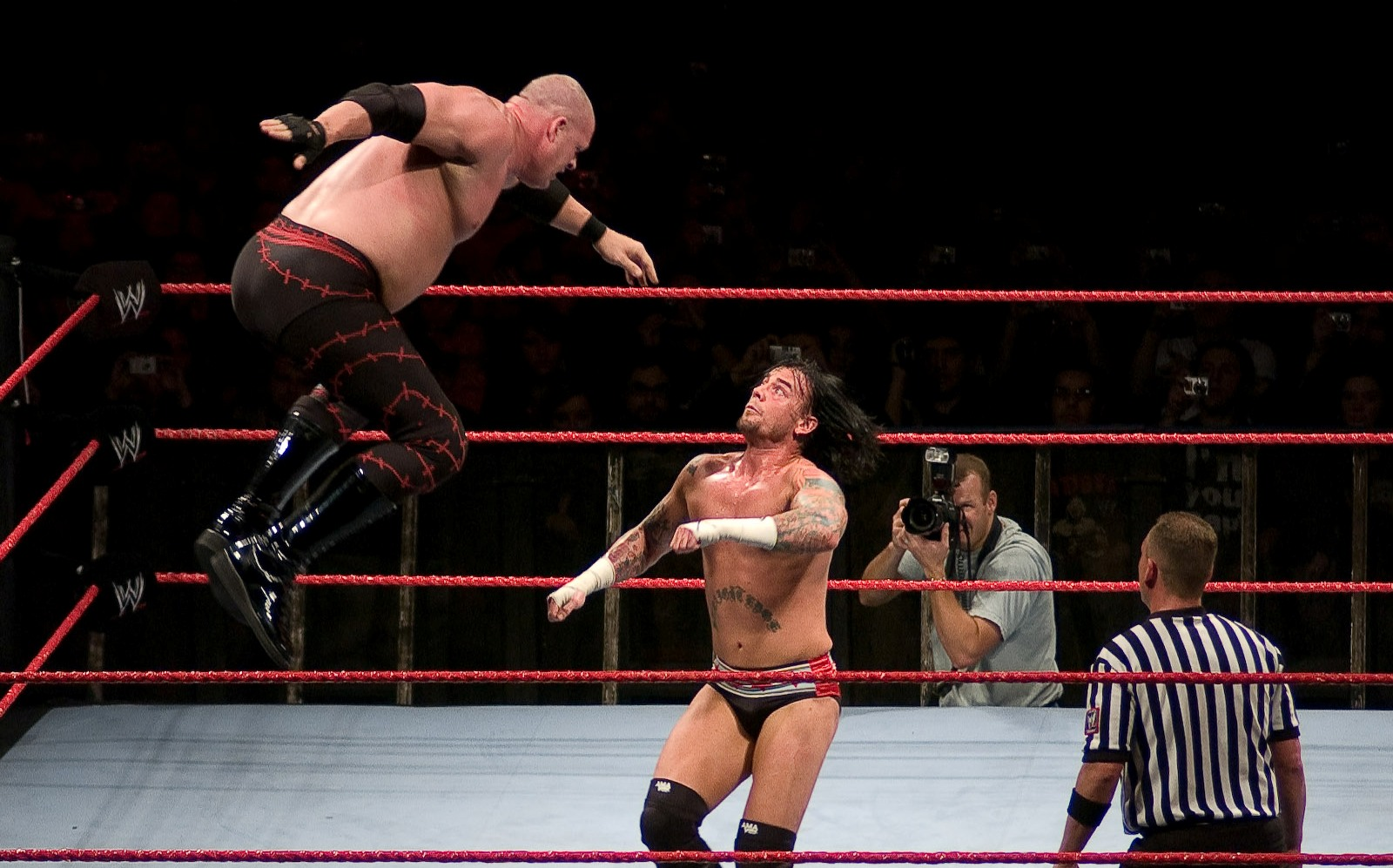
Kane aplicando um Flying Clothesline

  - Running Low-Angle Dropkick–em um oponente sentado, normalmente precedido por um Scoop slam ou por um SnapmareKane aplicando um Chokeslam
  - Tilt-A-Whirl Slam–
  - Two-Handed Chokelift
  - Uppercut[1]

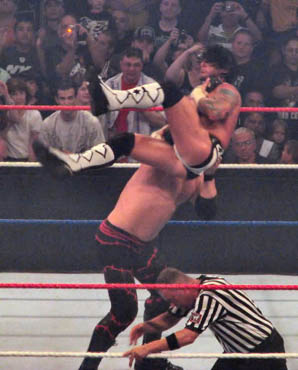
Kane aplicando um Chokeslam

    - (Last Ride)–adotado de Undertaker

  - Tilt a Wrirl front powerslaw
  - Hip Toss
  - Invertind Suplex
- Managers
  - "Hot Stuff" Eddie Gilbert[27]
  - Jim Cornette[28]
  - Jerry "The King" Lawler
  - Jim Ross
  - Dutch Mantel
  - Paul Bearer[29]
  - Chyna
  - X-Pac
  - Tori
  - Lita
  - The Undertaker
- Alcunhas
  - "The Machine Red Psychic" ("A Máquina Vermelha Psíquica")
  - "The Big Red Monster" ("O Grande Monstro Vermelho")[30]
  - "The Devil's Favorite Demon" ("O Demônio Favorito do Diabo")[7]
  - "The Big Red Machine" ("A Grande Máquina Vermelha")[31]
  - "The Big Red Mayor"( O Grande Prefeito Vermelho"
- Temas de entrada
  - "Root Canal" (como Isaac Yankem; 1995–1996)
  - "Diesel Blues" por Jim Johnston (como Fake Diesel; 1996–1997)
  - "Burned" por Jim Johnston (5 de outubro de 1997–12 de junho de 2000)[32]
  - "Out of the Fire" por Jim Johnston (19 de junho de 2000–28 de março de 2002; Backlash e Bad Blood de 2003)[33]
  - "Slow Chemical" por Finger Eleven (26 de agosto de 2002–11 de agosto de 2008)[34][35]
  - "Man on Fire" por Jim Johnston (18 de agosto de 2008–22 de julho de 2011)[36]
  - "Veil of Fire" por Jim Johnston (12 de dezembro de 2011–15 de outubro de 2017)[37]
  - "Veil of Fire (Rise Up Remix)" por CFO$ (16 de outubro de 2017 – presente)[38][39]

## Títulos e prêmios
- Pro Wrestling Illustrated
  - Dupla do Ano (1999) - com X-Pac[40]
  - PWI o colocou na #4 posição dos 500 melhores lutadores individuais em 2011.[41]
- Smoky Mountain Wrestling
  - SMW Tag Team Championship (1 vez) – com Al Snow
- United States Wrestling Association
  - USWA Heavyweight Championship (1 vez)[42]
- World Wrestling Federation/World Wrestling Entertainment
  - ECW Championship (1 vez)
  - World Heavyweight Championship (1 vez)[43]
  - WWF Championship (1 vez)
  - WWF/E Intercontinental Championship (2 vezes)
  - WWE 24/7 Championship (1 vez)
  - WWE Tag Team Championship (2 vezes) – com Big Show (1) ,  Daniel Bryan (1)
  - World Tag Team Championship (9 vezes) – com Mankind (2), X-Pac (2), Undertaker (2), The Hurricane (1), Rob Van Dam (1) e Big Show (1)
  - WCW Tag Team Championship (1 vez) – com Undertaker
  - WWF Hardcore Championship (1 vez)
  - Money in the Bank (SmackDown 2010)
  - Oitavo Campeão da Tríplice Coroa
  - Terceiro Campeão do Grand Slam
  - Slammy Award por Melhores Valores Familiares (2010) Por atacar Jack Swagger, Sr..
  - Hall of Fame Primeira celebridade a participar de uma luta Royal Rumble em 2001.

### Lutas de Apostas
| Aposta  | Vencedor | Perdedor | Local                | Data                | Notas                                             |
| ------- | -------- | -------- | -------------------- | ------------------- | ------------------------------------------------- |
| Máscara | Kane     | Vader    | Milwaukee, Wisconsin | 31 de maio de 1998  | Perdedor deveria se desmascarar no Over the Edge. |
| Máscara | Triple H | Kane     | San Antonio, Texas   | 23 de junho de 2003 | Máscara vs. Título no WWE Raw.                    |